# Địch Khánh
Châu tự trị dân tộc Tạng Địch Khánh (迪庆藏族自治州), Tiếng Anh: Diging - Hán Việt: Địch Khánh Tạng tộc Tự trị châu, là một là một châu tự trị nằm ở phía Bắc tỉnh tỉnh Vân Nam, Cộng hòa Nhân dân Trung Hoa. Theo tiếng Tạng "Dêqên" là vùng đất của "Như Ý Cát Tường". Núi tuyết kỳ vĩ, sông ngòi dày đặc, thảo nguyên rộng mênh mông, rừng cây xanh tốt, tài nguyên thực vật phong phú khiến cho Địch Khánh trở thành phố gắn liền với mỹ danh "Nhân gian tiên cảnh".

## Hành chính
Châu tự trị dân tộc Tạng Dêqên quản lý 3 đơn vị cấp huyện gồm 1 thành phố cấp huyện, 1 huyện và 1 huyện tự trị:
- Thành phố cấp huyện: Shangri-La 香格里拉市 (Hương Cách Lý Lạp)
- Huyện: Dêqên 德钦县 (Đức Khâm)
- Huyện tự trị dân tộc Lật Túc Duy Tây (维西傈僳族自治县)

## Giao thông
- Đường không: Hàng ngày từ Côn Minh có 2 chuyến bay đến Shangri-La tại Sân bay Địch Khánh. Các ngày thứ 5 và chủ nhật hàng tuần, huyện Shangri-La đều có chuyến bay đến Thành Đô và Lhasa.
- Đường bộ:
  - Tuyến đường Côn Minh - Shangri-La dài 700 km, chạy qua Sở Hùng và Đại Lý.
  - Tuyến đường Lệ Giang - Shangri-La dài 200 km, các bến xe của Côn Minh hàng ngày đều có khoảng 30 xe ô tô chạy trên con đường này.
  - Tuyến Đại Lý - Shangri-La dài 300 km, ban ngày có xe chạy qua lại.

## Các điểm tham quan du lịch
- Vực Hổ Khiêu
- Núi tuyết Mai Lý
- Khu thắng cảnh 3 dòng sông (Tam Giang Tịnh Lưu)
  - Shangri-La
  - Chùa Quy Hóa
  - Chùa Trúc Lâm
  - Khu bảo tồn thiên nhiên Bích Tháp Hải.
  - Khu bảo tồn thiên nhiên Nạp Bạc Hải
  - Vực Nô Giang
  - Lư Thủy